# Uladzimir Zhuraw
Uladzimir Zhuraw (tiếng Belarus: Уладзімір Жураў; tiếng Nga: Владимир Журов; sinh 9 tháng 3 năm 1991) là một cầu thủ bóng đá Belarus hiện tại thi đấu cho Neman Grodno.